# Segunda batalla de Algeciras
La segunda batalla de Algeciras (también conocida como la batalla del estrecho de Gibraltar) fue una batalla naval librada en la noche del 12 de julio de 1801 (23 Mesidor del IX del calendario republicano francés) entre una escuadra de navíos de línea de la Royal Navy británica y una escuadra más grande de buques de la Armada Española y la Armada francesa en el estrecho de Gibraltar.
La batalla siguió a la primera batalla de Algeciras el 6 de julio, en la que una escuadra francesa anclada en el puerto español de Algeciras fue atacada por una escuadra británica más grande con base en la cercana Gibraltar. En un intenso enfrentamiento librado en un clima tranquilo en los confines cercanos de la bahía de Algeciras, la fuerza británica había sido calmada y golpeada, sufriendo grandes bajas y perdiendo el buque de 74 cañones HMS Hannibal. Al retirarse para reparaciones, ambas partes llamaron refuerzos, recibiendo primero el apoyo de los franceses, de la flota española con base en Cádiz, que envió seis navíos de línea para escoltar a la escuadra francesa a un lugar seguro.
Al llegar a Algeciras el 9 de julio, la escuadra combinada estaba lista para zarpar de nuevo el 12 de julio, partiendo de Algeciras hacia el oeste durante la noche. La escuadra británica al mando del contraalmirante Sir James Saumarez, después de haber realizado sus propias reparaciones apresuradas, partió en su persecución. Al descubrir que sus barcos se estaban quedando atrás, Saumarez instruyó a sus capitanes para que se separaran y atacaran al escuadrón combinado lo mejor que pudieran. El barco más rápido fue el HMS Superb al mando del capitán Richard Goodwin Keats, que navegó a través de la retaguardia española cuando cayó una noche sin luna. Superb disparó contra los barcos más traseros, incendiando el Real Carlos de 112 cañones y capturando al San Antonio. Incapaz de determinar amigo de enemigo en la oscuridad, el Real Carlos se enfrentó inadvertidamente al barco español San Hermenegildo, extendiendo el fuego a su compatriota. Posteriormente, ambos barcos explotaron con una enorme pérdida de vidas. Luego se desarrolló una segunda etapa de la batalla, cuando el HMS Venerable tomó la delantera de la línea británica, atacando el buque francés Formidable más trasero bajo el mando del capitán Amable Troude. En un enfrentamiento furioso y prolongado, Venerable sufrió graves daños y fue conducido a tierra, permitiendo que el resto de la fuerza francesa regresara a Cádiz sin más combates.
Después de la batalla, el Venerable fue remolcado de regreso a Gibraltar para reparaciones, mientras que el resto de la escuadra británica reanudó el bloqueo de los barcos franceses y españoles en Cádiz, devolviendo la situación a la anterior a la batalla. Esta victoria británica, que se produjo tan pronto después de la derrota de Saumarez en el puerto de Algeciras, hizo mucho para restaurar la paridad en la región y las grandes bajas infligidas a los españoles contribuyeron a un debilitamiento de la alianza franco-española y la firma del Tratado de Amiens, que detuvo temporalmente la guerra a principios del año siguiente. En Francia, a pesar de las grandes pérdidas españolas, la batalla fue celebrada como una victoria, con Troude ampliamente elogiado y promovido por la defensa de su barco.

## Antecedentes

### Primera batalla de Algeciras
En agosto de 1798, la flota francesa del Mediterráneo fue destruida en gran parte por una flota británica en la batalla del Nilo durante la invasión francesa de Egipto. Con la Royal Navy dominante en el mar Mediterráneo y su ejército atrapado en Egipto, los franceses buscaron en 1801 aumentar sus fuerzas agotadas en la región enviando refuerzos de la Flota del Atlántico y comprando barcos de la Armada Española, con base en Cádiz. Un escuadrón zarpó de Brest en el Atlántico en enero e hizo tres intentos fallidos de llegar a Egipto, que se enfrentaba a una gran invasión británica, antes de abandonar el esfuerzo y retirarse a Tolón en la costa mediterránea francesa. Sin embargo, tres navíos de línea, Formidable, Indomptable y Desaix, se habían separado de la escuadra en mayo y posteriormente fueron puestos bajo el mando del contraalmirante Charles Linois bajo órdenes de navegar hacia Cádiz. En Cádiz, la flota española había acordado vender seis buques de línea a la Armada francesa, y el 13 de junio dos fragatas francesas, Libre e Indienne, llegaron al puerto para supervisar la transferencia bajo el mando del contraalmirante Dumanoir le Pelley.
De camino a Cádiz, Linois se había enterado por la tripulación del bergantín capturado HMS Speedy de que una poderosa escuadra británica de siete buques de línea al mando del contralmirante Sir James Saumarez despidió a Cádiz, bloqueando el puerto. Preocupado de que esta escuadra pudiera abrumar a la suya, Linois se refugió en el pequeño pero bien defendido puerto de Algeciras, justo al otro lado de la bahía de Algeciras de la base naval británica fuertemente fortificada en Gibraltar. Saumarez fue informado de la llegada de Linois, y giró hacia el este para enfrentarlo, descubriendo que los barcos franceses anclados en una posición bien preparada en la mañana del 6 de julio. Saumarez atacó de inmediato, pero descubrió que sus barcos se veían obstaculizados por la falta de viento. Calmados bajo un fuerte fuego, la escuadra británica infligió graves daños a los barcos franceses que se retiraron a aguas menos profundas, dos encalladas. Sin embargo, cuando Saumarez ordenó a sus barcos que lo siguieran, el HMS Hannibal también encalló, atrapado bajo un fuerte bombardeo desde la orilla. Sin viento con el que maniobrar y todos los barcos de la escuadra se hundieron o se dedicaron a remolcar el maltrecho HMS Pompee de regreso a Gibraltar, Saumarez suspendió el ataque a las 13:35. La maltrecha escuadra británica se retiró a Gibraltar, a excepción de Aníbal, que quedó atrapado, maltratado y rápidamente obligado a rendirse, habiendo perdido dos mástiles y más de 140 hombres.

### Pasaje de Moreno
Con ambas escuadras gravemente dañadas, se requirieron refuerzos, Linois envió un mensajero por tierra a Cádiz con un llamamiento para que la flota española allí, al mando del almirante Don José de Mazarredo enviara una escuadra para escoltar a la fuerza francesa en Algeciras a la seguridad de Cádiz. En Cádiz, le Pelley tuvo que suplicar ayuda a Mazarredo, el almirante español acordó el 8 de julio enviar una poderosa escuadra al mando del vicealmirante Don Juan Joaquín Moreno de Mondragón a Algeciras. La fuerza de Moreno consistía en dos buques de línea de primera clase de 112 cañones, el Real Carlos y el San Hermenegildo, el San Fernando de 96 cañones, el Argonauta de 80 cañones y el San Agustín de 74 cañones. Con esta fuerza estaba el navío francés de 74 cañones Saint Antoine, que unos días antes había sido el español San Antonio. El Saint Antoine fue el primero de los barcos franceses comprados a la Armada española en entrar en servicio, la tripulación extraída de las tripulaciones de las fragatas de le Pelley complementada por marineros españoles y comandada por el comodoro Julien le Ray. Con la escuadra estaban las fragatas Libre, Indienne y la española Sabina así como el lugre francés Vautour.
La escuadra combinada zarpó de Cádiz el 9 de julio, avanzando rápidamente hacia el sur y llegando a la bahía de Algeciras a última hora de la tarde, a excepción de San Antonio, que se retrasó y llegó a la mañana siguiente. La fuerza estaba anclada cerca de Algeciras, fuera del alcance de los cañones en Gibraltar, y allí esperó a que Linois terminara de hacer las reparaciones necesarias a sus barcos. Siguiendo al escuadrón combinado había una pequeña fuerza británica bajo el mando del capitán Richard Goodwin Keats en el HMS Superb con la fragata HMS Thames y el bergantín HMS Pasley. Aunque formaba parte de la escuadra de Saumarez, Keats había llegado demasiado tarde para participar en la primera batalla, y en su lugar había navegado frente a Cádiz observando a la flota española allí. Cuando Moreno navegó, Keats fue inicialmente perseguido por porciones de la escuadra franco-española, pero eludió y los siguió, uniéndose posteriormente a Saumarez en Gibraltar. En el puerto británico, los astilleros fueron escenario de una actividad frenética cuando Saumarez, apoyado por el comisionado capitán Alexander Ball, trató de reparar su escuadrón para que pudiera interceptar las fuerzas de Moreno en su viaje de regreso a Cádiz. Pompée fue abandonada temporalmente en el patio, su tripulación redistribuida para trabajar en el resto del escuadrón. Saumarez también dio órdenes de que su buque insignia, el HMS Caesar, también se dejara en Gibraltar, pero el capitán Jahleel Brenton solicitó la oportunidad de reparar su barco y Saumarez cedió, la tripulación del Caesar trabajando todo el día y en turnos durante toda la noche para llevar su barco al nivel de combate. Saumarez creía, sin embargo, que debido a la condición de los barcos de Linois y la suposición errónea de que el escuadrón combinado navegaría hacia Cartagena hacia el este, tendría al menos dos semanas para prepararse y enviar mensajes a la Flota del Mediterráneo bajo Lord Keith, entonces en el mar frente a Egipto, solicitando apoyo contra el escuadrón combinado.

## Batalla
El 11 de julio, la actividad en los barcos de Moreno indicó a los observadores británicos en Gibraltar que la escuadra combinada se estaba preparando para el mar, y los grupos de trabajo británicos que reparaban la escuadra de Saumarez redoblaron sus esfuerzos. La llegada de un ligero viento del este que favorecería el paso de regreso a Cádiz animó tanto a Moreno como a Saumarez a prepararse para la salida hacia la base atlántica al día siguiente. A las 12:00 del 12 de julio, Caesar salió del astillero de Gibraltar con su banda tocando la popular canción «Heart of Oak» a las cepas de respuesta de «Britons, Strike Home!», desde el muelle mientras las multitudes volvían a aparecer por miles para ver la próxima batalla. Para entonces, sin embargo, las fuerzas de Moreno ya estaban en el mar: al amanecer del 12 de julio, los principales barcos españoles soltaron sus velas y a las 12:00 la escuadra francesa y española había comenzado a reunirse en su punto de encuentro frente a la punta Cabrita en la desembocadura de la bahía de Algeciras. A las 15:00, Saumarez zarpó, su banderín voló desde César y fue seguido por los barcos de la línea Superb, HMS Spencer, HMS Venerable y HMS Audacious, las fragatas Thames y la portuguesa Carlotta y varios buques más pequeños. Tanto Saumarez como Linois esperaban que los refuerzos enviados por Lord Keith llegaran durante el día, pero ninguno apareció.
A las 19:00, retrasada por el efecto del peñón de Gibraltar sobre el viento, la escuadra británica rodeó Gibraltar y encontró a los barcos franceses y españoles aún reunidos en Cabrita Point. El viento ligero impidió cualquier movimiento rápido, y Saumarez comenzó a dirigirse lentamente hacia el escuadrón combinado en línea de formación de batalla. La partida de Moreno se había retrasado debido al estado del aníbal capturado, renombrado Aníbal, que no pudo hacer ningún progreso bajo sus mástiles de jurado y había sido llevado a remolque por la fragata Indienne. Al avistar la fuerza de Saumarez, Moreno ordenó a Indienne y Aníbal que regresaran a Algeciras y a las 19:45 dio órdenes para que el resto de la escuadra navegara hacia el oeste a través del estrecho de Gibraltar hacia Cádiz. También, siguiendo la tradición naval española, desembarcó su buque insignia Real Carlos y se transfirió a la fragata Sabina, persuadiendo a Linois para que abandonara Formidable e hiciera lo mismo.

### Superby la retaguardia
«Los navíos españoles Real Carlos, 112, y San Hermenegildo, 112, confundiéndose mutuamente con el agresor, iniciaron un ataque mutuo, resultando en que el Real Carlos perdiera su mástil delantero, cuyas velas, cayendo sobre sus propios cañones, se incendiaron. Mientras que en esta condición el Hermenegildo -aun enfrentando al Real Carlos como enemigo- en la confusión cayó a bordo de ella y se incendió también. Ambos barcos se quemaron hasta que explotaron» - Comandante Lord Cochrane, testigo de la batalla desde Gibraltar.
A las 20:00, Saumarez condujo sus barcos al Estrecho después de la escuadra combinada, pero en el anochecer la escuadra de Moreno ya estaba fuera de la vista y el almirante británico se dio cuenta de que sus barcos eran demasiado lentos para atrapar a los barcos franceses y españoles en su formación actual antes de que alcanzaran la seguridad comparativa del océano abierto. A las 20:40, con el viento levantándose, por lo tanto, instruyó al escuadrón para que rompiera la formación y atacara la retaguardia del escuadrón combinado, dirigiendo sus órdenes a Keats en Superb, cuyo barco era el más rápido. Keats inmediatamente zarpó todo. El viento pronto se refrescó en un fuerte vendaval en el Estrecho y con la vela delantera y los galantes superiores establecieron que el Superb se fue a 11 1/2 nudos y a las 22:00 había recuperado la vista de la retaguardia de la escuadra combinada, que consistía en los barcos de 112 cañones y el Saint Antoine. Detrás, todo lo que Keats podía ver era César y Venerable en la distancia, y a las 23:00 solo César todavía estaba a la vista, a más de 3 millas náuticas (5,6 km) detrás de Superb. Aunque ahora enfrentaba probabilidades considerables, Keats dirigió a Superb a 350 yardas (320 m) del Real Carlos. Vertió tres barrigas sucesivas en los españoles antes de que se devolviera el fuego, por lo que fue inesperado el ataque. A las 23:20, Keats estaba siendo atacado por los tres buques de la retaguardia franco-española, aunque evadía gran parte de ella por la simple táctica de no iluminar su barco para que los barcos de la escuadra combinada se dispararan entre sí más que contra su oponente británico. Linois también había ordenado a sus barcos que apagaran sus luces, pero esto solo se sumó a la confusión de los barcos españoles en la escuadra. La luna se había puesto y la noche era bastante oscura, lo que contribuyó a la ineficacia de la artillería española. El Real Carlos disparó al azar contra el barco británico, pero no pudo atacarlo una vez durante el breve enfrentamiento. Sin embargo, la nave de Keats fue mucho más precisa, disparando tres bandas anchas antes de que Superb fuera llevado más allá del Real Carlos y hacia Saint Antoine. Los broadsides británicos causaron graves daños, derribando el mástil de la parte delantera y causando un incendio en la cubierta del barco español después del tercer broadside. El fuego creció rápidamente y pronto fue tan feroz que pudo ser visto claramente por los observadores en Gibraltar.
Con el Real Carlos desactivado, Keats entró en combate con el Saint Antoine, la tripulación combinada francesa y española se enfrentó al buque británico a medida que se acercaba. A las 23:50, Keats colocó su barco cerca del nuevo barco francés, comenzando una acción cercana y acalorada mientras los barcos de la línea intercambiaban lados entre sí en la oscuridad total y con un viento creciente. Durante 30 minutos, la batalla continuó hasta que, con los barcos frente al cabo Espartel en el norte de África, un herido Le Ray decidió que su barco ya no podía disputar la acción y saludó al Superb para anunciar que se había rendido. Sin embargo, los halyards que sostenían su banderín se habían enredado en el aparejo, dando la apariencia de que el barco todavía estaba en manos francesas: esto más tarde lo llevó a ser atacado repetidamente por otros barcos británicos cuando subieron durante la noche. Formidable también estaba en la retaguardia del escuadrón combinado, escapando del ataque fingiendo luces de señal británicas hasta que hubiera pasado con seguridad la batalla entre Superb y Saint Antoine. Keats permaneció con su premio, esperando la llegada del resto del escuadrón: César, Venerable, Spencer y Thames llegaron después de la medianoche, todos disparando contra Saint Antoine a su paso antes de continuar hacia el oeste en busca del resto del escuadrón de Moreno. Superb se unió más tarde a Carlotta y los pequeños barcos HMS Calpe y Louisa, que permanecieron disponibles durante la noche.

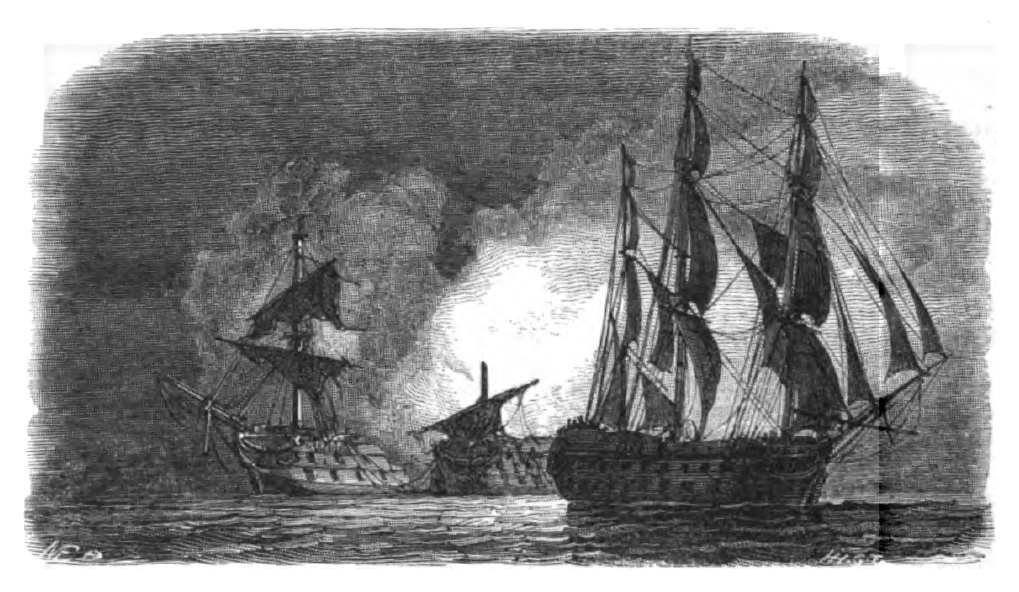
El HMS Superb navega desapercibido frente a la flota española en la bahía de Algeciras, mientras que el Hermenegildo y el Real Carlos explotan en el fondo después de dispararse por error el uno contra el otro. Dibujo de Antoine Léon Morel-Fatio.

Al este del combate entre Superb y Saint Antoine, el fuego sobre el Real Carlos se salió de control, extendiéndose por todo el barco. En la oscuridad, el buque en llamas se destacó y fue confundido por la tripulación de San Hermenegildo con un barco británico. A pesar de las órdenes específicas de Moreno para que sus capitanes estuvieran seguros de sus objetivos, San Hermenegildo cerró con el barco en llamas y disparó varios costados contra el Real Carlos. El ataque provocó una respuesta y los dos enormes buques de guerra comenzaron un estrecho intercambio de disparos que solo se cerró cuando el Real Carlos se desplazó a San Hermenegildo, las llamas se extendieron desde las velas del primero al segundo. Saumarez, al presenciar la vista, exclamó emocionado a Brenton: «¡Dios mío, mire allí! ¡El día es nuestro!». En cuestión de minutos, ambos barcos se enredaron, el fuego se propagó sin control por todos los buques. El fuego era demasiado peligroso para que los barcos británicos hicieran cualquier intento de rescate, y aunque varios cientos de hombres lograron escapar de los naufragios en pequeñas embarcaciones, todavía había más de 1700 marineros a bordo cuando primero el Real Carlos a las 00:15 y luego el San Hermenegildo a la 01:00 explotaron cuando las llamas alcanzaron sus cargadores centrales, matando a ambas tripulaciones. 262 supervivientes en botes fueron llevados a bordo del Saint Antoine capturado y 38 en Superb, mientras que un puñado logró llegar al resto de la escuadra franco-española, pero la enorme pérdida de vidas en este incidente fue uno de los peores desastres marítimos hasta ese momento.

### VenerableyFormidable

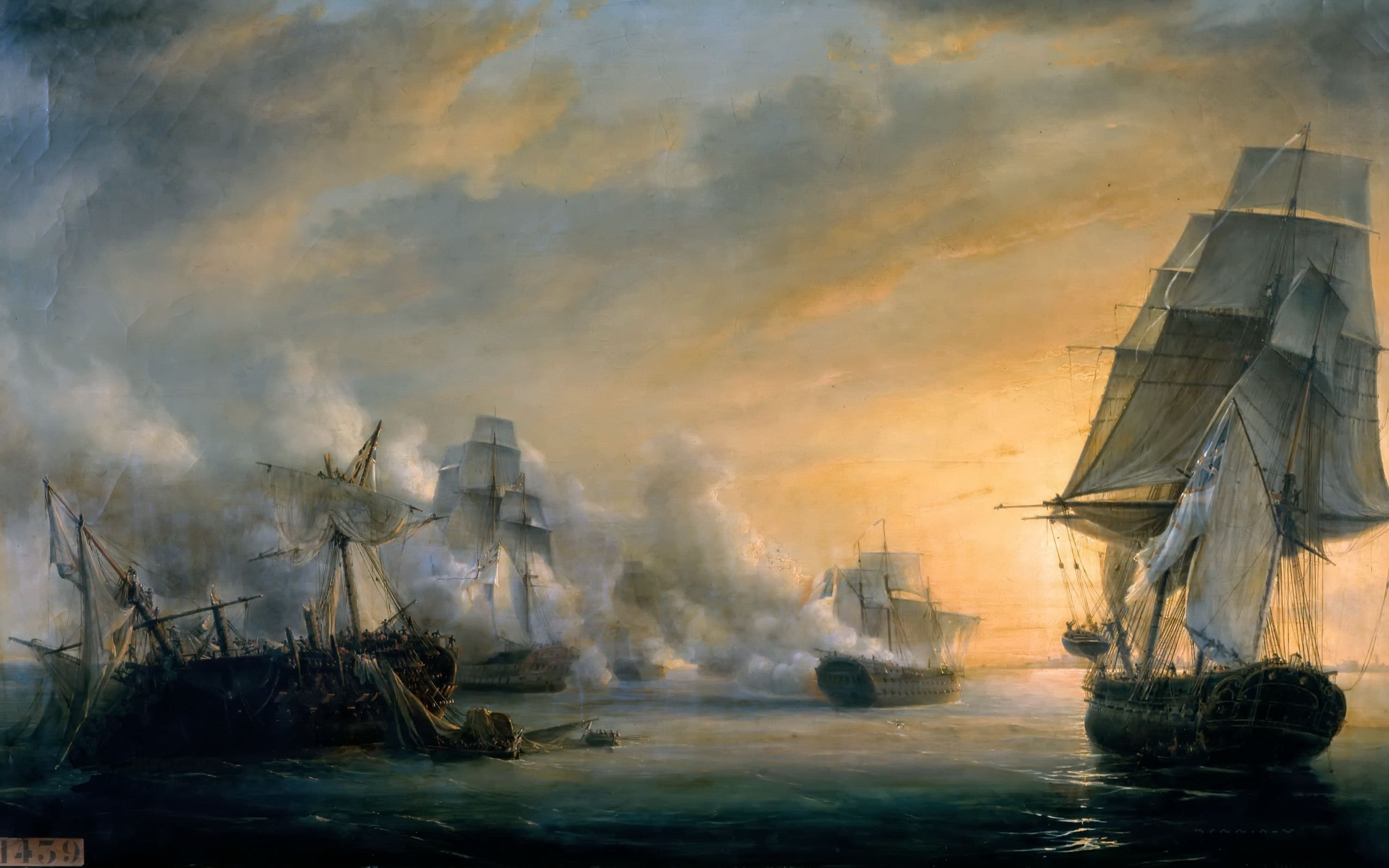
Combat du Formidable, Pierre-Julien Gilbert, 1832

Mientras Keats había permanecido con su premio, Saumarez había llevado al resto de la escuadra hacia adelante, aunque Audacious se había quedado muy por detrás del resto de la fuerza británica. Los barcos franceses y españoles se habían dispersado mientras el Superb atacaba la retaguardia y durante la noche cada uno se dirigía por separado a la cita frente al puerto de Cádiz.  Al amanecer a las 04:00 del 13 de julio, los vigías del principal barco británico de la línea Venerable bajo el capitán Samuel Hood vieron el barco francés Formidable, bajo el mando del capitán Amable Troude en ausencia de Linois, hacia el norte. Formidable iba detrás del resto de la escuadra, cerca de la costa en la bahía de Conil al sur de Cádiz y al norte del cabo de Trafalgar. El viento era ligero y venía de tierra, por lo que César y Spencer, este último muy por detrás de los demás, no pudieron acercarse al barco francés y fue dejado a Venerable y Thames, ambos en la costa y, por lo tanto, en mejores condiciones de hacer uso del viento, para liderar el ataque. Formidable solo tenía mástiles de jurado después de la batalla del 6 de julio, por lo que Hood pudo acercarse rápidamente al barco francés, siendo atacado por los cañones de popa de Troude a las 05:15, Hood se abstuvo de responder hasta las 05:20 para no retrasar su progreso. La ligera brisa estaba en ese momento a favor de Hood, y Venerable pudo acercarse junto a Formidable y abrir fuego con un costado completo. Frente a Cádiz, los restos de la escuadra de Moreno se formaron con la intención de navegar en ayuda de Formidable, pero fueron alcanzados por una calma y solo pudieron ver la batalla hacia el sur.
Venerable se llevó lo peor de la acción temprana y a las 05:30 el mástil superior mizzen fue disparado. Hood respondió ordenando al capitán Aiskew Hollis en el Támesis que se acercara a la popa de Troude, la fragata rastrillando repetidamente el barco francés bajo el fuego de los ineficaces cañones de popa. Durante otra hora, los barcos comerciaron con los lados anchos, hasta que a las 06:45 el mástil principal del Venerable colapsó sobre el costado, retrasando significativamente el movimiento del barco. Formidable fue capaz de avanzar lentamente en los vientos ligeros y poco confiables, continuando disparando los cañones de popa contra el ahora inmóvil barco británico. Venerable ahora estaba fuera de control, el mástil delantero colapsó a las 07:50 cuando el barco encalló en los bancos del islote de Sancti Petri, a 12 millas (19 km) al sur de Cádiz. Con su principal oponente desactivado, Troude continuó lentamente hacia Cádiz, fuera del alcance del César que se acercaba.
Saumarez envió a Jahleel Brenton en un concierto a Venerable a las 08:00, justo cuando el mástil delantero también cayó por la borda, con instrucciones de que si la escuadra combinada francesa y española, visible frente a Cádiz, debía dirigirse al sur para atacar al buque británico encallado, entonces Hood debería retirar a su tripulación e incendiar su barco. Thames se acercó para evacuar el barco si surgía la necesidad, pero Hood rechazó la orden e insistió en que podría salvar su barco. Finalmente, la llegada de Audacious y Superb al horizonte sur decidió el problema ya que Moreno abandonó cualquier intención de contraatacar, en lugar de entrar en el puerto de Cádiz con su escuadra, seguido por Troude en Formidable. Su llegada fue recibida con vítores de la población de la ciudad, inconsciente del desastre en las entrañas de Gibraltar. La confusión significaba que las situaciones de los barcos perdidos eran desconocidas, y la llegada de San Antonio todavía se anticipaba a Cádiz hasta el 16 de julio.

## Secuelas

### Bajas
Con la amenaza inmediata desaparecida, Saumarez pudo dirigir los esfuerzos de su escuadrón para salvar al Venerable maltratado y encallado. El mar en calma y los vientos ligeros ayudaron a esta operación, y a las 14:00, asistido por Thames y los barcos de César y Spencer, Venerable volvió a estar a flote. El barco de Hood fue remolcado primero por Thames y luego Spencer, el escuadrón británico volviendo hacia Gibraltar a las 18:00, la tripulación aparejando una serie de mástiles y velas de jurado para ayudar al proceso. A las 08:00 del 14 de julio, el Venerable pudo volver a navegar de forma independiente, llegando la escuadra a Gibraltar más tarde ese día. En Gibraltar, el escuadrón que regresaba fue recibido con vítores y un saludo de 21 cañones. Spencer, Audacious y Thames permanecieron en el mar frente a Cádiz para continuar el bloqueo, que permaneció en vigor hasta el final de las guerras revolucionarias francesas en marzo de 1802 en la Paz de Amiens.
Las bajas británicas habían sido relativamente leves, incurridas casi en su totalidad en Venerable, que sufrió 18 muertos y 87 heridos. Superb tenía 15 hombres heridos, incluido un teniente, todos de la acción con Saint Antoine, mientras que el único otro barco directamente comprometido era Thames, que no había perdido a un solo hombre muerto o herido. Aparte del Venerable, ninguno de los otros barcos había sufrido daños significativos, incluidos el Superb y el Thames. A raíz de la batalla, Saumarez organizó un intercambio de prisioneros, la tripulación de San Antonio enviada a Algeciras a cambio de la liberación de la tripulación de Aníbal. Las pérdidas entre el escuadrón combinado fueron drásticamente más pesadas: Formidable reportó 20 muertos y un número no reportado de heridos y las bajas de San Antonio no fueron reportadas en ese momento, pero fueron consideradas por historiadores posteriores como William James como «muy graves». Sin embargo, la mayor pérdida fue a bordo de los dos barcos destruidos de 112 cañones, cada uno de los cuales había tenido una tripulación de aproximadamente 1000 hombres, de los cuales se sabe que poco más de 300 escaparon a otros barcos. La pérdida de más de 1700 marineros españoles en la batalla fue una de las pérdidas de vidas más graves en un solo incidente marítimo hasta ese momento.
Finalmente, hubo daños a dos fragatas españolas: la Sabina fue alcanzada por fuego de cañón durante la noche matando a un hombre e hiriendo a cinco, aunque no se determinó qué barco había disparado contra el buque insignia y James sugirió que podría haber sido de uno de los barcos de 112 cañones destruidos en un caso de fuego amigo. Además, la fragata española de 34 cañones Perla fue vista revolcándose en la costa norteafricana del Estrecho de Gibraltar en la mañana del 13 de julio, hundiéndose más tarde en el día debido a graves daños. Nunca se ha explicado cómo Perla llegó a participar en la acción. El barco no formaba parte de la escuadra de Moreno en Algeciras y ninguno de los barcos británicos informó haber atacado a una fragata durante la noche: durante las horas de oscuridad, Perla debe haber encontrado la batalla y quedar atrapado en el fuego cruzado, sufriendo daños fatales.

### Efectos
En Gran Bretaña se celebró la batalla, ya que se consideró que Saumarez había eliminado la mancha de su derrota seis días antes en la batalla en la bahía de Algeciras. Fue galardonado con el agradecimiento de ambas Cámaras del Parlamento y, ya como Knight Bachelor, fue nombrado Caballero del Baño con una pensión de £ 1200 anuales (el equivalente a £ 97 000 a partir de 2022). Los primeros tenientes de Caesar, Superb y Venerable fueron promovidos a comandante y el capturado Saint Antoine fue comisionado en la Royal Navy como HMS San Antonio, aunque la edad y el pequeño tamaño del barco significaron que nunca fue adecuado para el servicio de primera línea y en su lugar fue estacionado permanentemente en Portsmouth. Casi cinco décadas después, la segunda batalla fue una de las acciones reconocidas por la Medalla de Servicio General Naval, otorgada a solicitud de todos los participantes británicos que aún vivían en 1847.
En Francia, la batalla fue representada como una victoria, en gran parte basada en un informe enviado a París por Dumanoir le Pelley sobre la fuerza de una carta escrita por el capitán Troude, que afirmaba que había luchado no solo contra el Venerable y el Támesis, sino también contra César y Spencer (identificado erróneamente en el informe como Superb). Troude afirmó que no solo había expulsado a todos estos barcos y destruido completamente al Venerable conduciendo el barco a tierra a las 07:00, sino que luego había esperado cerca hasta las 10:00 con la esperanza de reanudar la acción. En recompensa por sus servicios representados, Troude fue promovido y muy elogiado, y más tarde ocupó varios comandos activos importantes en la Marina francesa.
El resultado de la batalla, revirtiendo la derrota británica del 6 de julio, infligiendo graves pérdidas a la flota española en Cádiz y atrapando a Linois en Cádiz resultó decisivo para confirmar el control británico del mar Mediterráneo. Con el plan francés de reforzar al ejército varado en Egipto en ruinas, la flota de invasión británica era libre de operar sin interferencias, logrando capturar el país en septiembre. También en un sentido más amplio, enfatizó el grado en que la Royal Navy dominó las aguas europeas, destruyendo cualquier intento de las armadas de Francia y sus aliados de realizar operaciones en el mar. En España, el gobierno, furioso por las pérdidas sufridas por tan poca ganancia, comenzó a distanciarse de la alianza con Francia, que fue un factor que contribuyó a la firma del Tratado de Amiens en marzo de 1802 que puso fin a las guerras revolucionarias francesas. Durante el resto de la guerra, los británicos mantuvieron el control indiscutible del mar Mediterráneo y la costa española, el bloqueo de Cádiz impidió que las fuerzas francesas y españolas se hicieran a la mar.